# Conjunto Penal de Barreiras
O Conjunto Penal de Barreiras é uma unidade prisional do governo da Bahia, localizada às margens da BR-135, saída para o Piauí, no município de Barreiras. Inaugurada dia 2 de junho de 2017, o presídio tem capacidade de engenharia para 533 apenados.